# Ханевал
Ханевал (урд. خانیوال) је град у Пакистану у покрајини Панџаб. Према процени из 2006. у граду је живело 157.303 становника.

## Становништво
Према процени, у граду је 2006. живело 157.303 становника.
| 1981.  | 1998.   | 2006.   |
| ------ | ------- | ------- |
| 89.090 | 132.962 | 157.303 |